# Hugo van Lawick
Hugo van Lawick (baron Hugo van Lawick), né le 10 avril 1937 à Surabaya dans les Indes néerlandaises (aujourd'hui Surabaya en Indonésie) et mort le 2 juin 2002 à Dar es Salaam en Tanzanie, est un photographe, cinéaste et réalisateur néerlandais, spécialiste de la vie sauvage.

## Biographie
Hugo van Lawick est le fils du baron Hugo Anne Victor Raoul van Lawick et de la baronne Isabella Sophia van Ittersum. Il a vécu quatre ans en Indonésie, un an en Australie, cinq en Grande-Bretagne, douze aux Pays-Bas, deux au Kenya et quarante ans en Tanzanie.
Il s'est marié et a divorcé deux fois. Le 28 mars 1964, il s'est marié avec Jane Goodall, en Tanzanie. Ils ont divorcé en 1974, et Hugo van Lawick a épousé Theresa Rice le 23 mars 1978, en Gambie, pour divorcer le 19 janvier 1984.
Il a eu un enfant, Hugo Eric Louis van Lawick, né le 4 mars 1967, à Nairobi.

## Films
Ces différentes œuvres sont sorties en français sur DVD en 2009 :
- Symphonies du Serengeti
- La Famille Guépard
- Addo, le roi d'Afrique
- Les Éléphants du Kilimanjaro
- Jeux au paradis sauvage
- Les Chasseurs de singes
- Le Peuple de la forêt

Le principe général est de suivre la vie d'un animal, voire de suivre jusqu'à trois générations.

## Récompenses
Les films d'Hugo van Lawick ont plusieurs fois été récompensés par le Emmy Award.